# Padenia latifasciata
Padenia latifasciata är en fjärilsart som beskrevs av Max Wilhelm Karl Draudt 1914. Padenia latifasciata ingår i släktet Padenia och familjen björnspinnare. Inga underarter finns listade i Catalogue of Life.